# Mega Man
Mega Man (срп. Мега Мен, МФА: /mɛgə mæn/) преведено са оригиналног јапанског ロックマン (Хепбернова романизација: Rokkuman) је акционо-авантуристичка видео-игра за једног играча коју је обајвила јапанска компанија Капком за кућну конзолу NES (Нинтендо Ентертејнмент Систем).
Мега Мен је објављен у децембру 1989. године као прва Капком видео-игра креирана специфично за кућне конзоле. Пре њеног изласка, Капком је претежно био познат као креатор аркадних видео-игара. Након њеног изласка, игра је поново објављена више пута, почевши са игром Mega Man: The Willy Wars, која је објављена 1994. године. Игра је добила потпуни римејк 2006. године у виду игре Mega Man: Powered Up. Ова игра додала је два нова Робот Господара и проширила је причу оригинала, давањем личности оригиналним Робот Господарима.
Мега Мен је дводимензионална акционо-авантуристичка видео-игра која прати хуманоидног робота Мега Мена који покушава да спречи зли плана доктора Вајлија да завлада светом користећи шест робота који су познати као Робот Господари (енг. Robot Masters; на јапанском познати као Вајлијеви Бројеви).
Игра је била критички успех иако се није добро продавала у Сједињеним Америчким Државама. Критичари су хвалили нелинеарни приступ начину игре који је награђивао експериментацију, и тежину игре. Успех видео-игре Мега Мен започео је серијал видео-игара, неколико spin-off серијала видео-игара, и медијску франшизу која укључује стрипове, анимиране филмове и серије и друге производе.

## Радња
Радња видео-игре Мега ман није објашњена у самој игри, већ је исписана у целости у приручнику који је долазио у пакету са видео-игром. Због несугласица и проблема са тимом који је преводио игру за америчко тржиште, неки детаљи из приручника су различити од осталих игара у серијалу (нпр. Роботи Господари су преведни као "Хуманоиди", Доктор Лајт је преведен као Доктор Рајт и слично).
У години 20ХХ, доктор Лајт и његов помоћник доктор Вајли креирали су шест робота који су идентични људским бићима и који имају супер способности. Ових шест робота били су намењени да помажу човечанству, користећи своје моћи за добро. Али, доктор Вајли био је љубоморан на доктора Лајта па је препрограмирао роботе које су заједно креирали, са намером да их искористи да завлада светом. Робот помоћник доктора Лајта, Рок, волонтира да буде препрограмиран и да постане борбени робот који ће се сукобити са роботима у служби доктора Вајлија. Доктор Лајт претвара Рока у Мега Мена и шаље га на мисију да заустави доктора Вајлија и да уништи роботе који су препрограмирани.
На енглеском језику, у оригиналном приручнику, доктор Лајт и доктор Вајли заједно су креирали Мега Мена као првог хуманоидног робота да би затим креирали осталих шест Робот Господара. Вајли је покушао да препрограмира и Мега Мена, али је био неуспешан. Радња приче се у енглеској верзији дешава у граду под именом Монстерополис (буквално преведено као град чудовишта) који се не спомиње у оригиналној јапанској верзији приче.

### Робот Господари
- Cut Man (IPA. /kæt mən/; срп. Рез човек) - је Робот Господар који је креиран да би помогао људима са сечом шума користећи велике маказе на његовој глави. Његова слабост је Супер Рука коју Мега Мен добија побеђивањем Guts Man-а.
- Guts Man (IPA. /ʒæts mən/; срп. Храбри човек) - је Робот Господар који је креиран да би помагао људима са рударством и грађевином због своје колосалне снаге којом може да носи велике стене и челичне греде. Његова слабост је Хипер Бомба коју Мега Мен добија побеђивањем Bomb Man-а.
- Ice Man (IPA. /aɪs mən/; срп. Ледени човек) - је Робот Господар који је креиран за истраживање Северног пола јер његово механичко тело може издржати веће хладноће од људског тела. Његова слабост је Громовни Зрак којег Мега Мен добија побеђивањем Elec Man-а.
- Bomb Man (IPA. /bamb mən/; срп. Бомбаш) - је Робот Господар који је креиран за копање земље и уништавање напуштених зграда. Његова слабост је Ватрена Олуја коју Мега Мен добија побеђивањем Fire Man-а.
- Fire Man (IPA. /faɪə mən/; срп. Ватрени човек) - је Робот Господар који је креиран за ради под великим врућинама јер је његово тело имуно на топлоту. Такође он сам може достићи температуре од 4000 °C. Његова слабост је Ледени Секач којег Мега Мен добија побеђивањем Ice Man-а.
- Elec Man (IPA. /iːlek mən/; срп. Електрични човек) - је Робот Господар који је креиран за снабдевање електрана са струјом. Његова слабост је Котрљајући Секач којег Мега Мен добија побеђивањем Cut Man-а.[8]

## Начин игре
Мега Мен је сачињен од шест нивоа у којима Мега Мен мора да стигне до краја и да успут убија непријатеље који су постављени као препреке. На крају сваког нивоа се налази Робот Господар као бос којег Мега Мен мора да уништи да би завршио ниво. Уништавањем Робот Господара, Мега Мен добија његове моћи које може искористити у току игре. Иако се сваки бос може уништити користећи почетни бластер којем играч има приступ од почетка игре, сваки бос има слабост на једну од моћи преосталих Робот Господара.
Мега Менове контроле су просте, настале као последица ограниченог броја дугмића на NES џојстику. Мега Мен скаче притиском А дугмета и пуца свој мега бластер притиском Б дугмета. Притиском старт дугмета отвара се мени у којем играч може одабрати моћи побеђених босова.
Након завршетка првих шест нивоа, седми и последњи ниво постаје доступан играчу у којем се он сукобљава са Вајлијем, нападом на његову фабрику робота. Последњи ниво је низ четири нивоа који су тематски јединствени и који се завршавају борбом против боса. На последњем, четвртом нивоу фабрике, пре борбе са Вајлијем, Мега Мен се сукобљава поново са свих шест Робот Господара.
Мега Мен је садржао у себи систем бодовања где би побеђивање било ког од Робот Господара носило одређен број бодова. Уништавање било ког боса је носило од 50 000 до 100 000 бодова, док је побеђивање Вајлија носило 200 000 бодова. Овај систем је уклоњен у каснијим Мега Мен играма.

## Наслеђе
Иако се Мега Мен добро продавала у Јапану, у Сједињеним Америчким Државама овај успех није био поновљен. Кеиђи Инафуне, уметник на игри сматрао је да је неуспех игре у Америци директна последица лоше нацртане насловнице. Насловница приказује Мега Мена као старог човека у жуто-плавом оделу (Мега Менов оклоп је у целости плав у игри) и који уместо мега бластера у руци држи пиштољ. Ова насловница урађена је за око шест сати. Приказ Мега Мена на насловници (познат као Bad Box Art Mega Man) постао је јако популаран и појавио се у видео-игри Street Fighter X Tekken као један од карактера над којим играч може преузети контролу.
Игра се у почетку сматрала неуспехом у Сједињеним Америчким Државама, али се убрзо популаризовала код људи који су је играли и препоручивали другим људима. Капком је одобрио рад на наставку који је био колосални успех у Јапану и у иностранству и који је наставио франшизу. Успех наставка Мега Мена довео је до поновног објављивања Мега Мена у Сједињеним Америчким Државама.
Многи концепти уведени у орингиналној Мега Мен игри одржали су се у некој форми у скоро свим наставцима. Шест Робот Господара, седми ниво где се играч сукобљава са Вајлијем (у наставцима Вајлијева фабрика је претворена у дворац) и просте контроле одржале су се у свим Мега Мен играма на NES конзоли.
Мега Мен се налази на многим листама најбољих игара на NES систему, укључујући листе које су креирали IGN, DigitalTrends и Paste.